# پی‌دی اروسپیس
پی‌دی اروسپیس (انگلیسی: PD AeroSpace) شرکت هوافضای ژاپنی است، که در سال ۲۰۰۷ توسط شوجی اوگاوا تأسیس شد.